# Kamen Rider Zi-O: Over Quarzter
Kamen Rider Zi-O the Movie: Over Quartzer (劇場版 仮面ライダージオウ Over Quartzer Gekijōban Kamen Raidā Jiō Ōvā Kwōtsā) là một bộ phim siêu anh hùng Nhật Bản 2019, đóng vai trò là cái kết khác của phim truyền hình Kamen Rider Zi-O. Bộ phim cũng dành một sự gợi nhắc về Kamen Rider Drive và giới thiệu nhân vật chính của Kamen Rider Zero-One. Nó được phát hành tại Nhật Bản vào ngày 26 tháng 7 năm 2019, song song với Kishiryu Sentai Ryusoulger the Movie: Time Slip!

## Nội Dung
Sougo Tokiwa và những người bạn của mình kết thúc ở Nhật Bản thế kỷ 16 trong trận chiến huyền thoại giữa Oda Nobunaga và Takeda Katsuyori sau khi được Go Shijima và Krim Steinbelt tiếp cận để ngăn tổ tiên của người sau bị giết bởi một nhóm các nhà quan sát du hành thời gian được gọi là "Quartzers", người tìm cách xóa Kamen Rider Drive khỏi lịch sử. Khi Woz tiết lộ mình là thành viên của Quartzers, sự thật đằng sau Oma Zi-O cuối cùng cũng được tiết lộ.

## Diễn viên
- Sougo Tokiwa (常磐 ソウゴ Tokiwa Sōgo?): So Okuno (奥野 壮 Okuno Sō?)
- Geiz Myokoin (明光院 ゲイツ Myōkōin Geitsu?): Gaku Oshida (押田 岳 Oshida Gaku?)
- Tsukuyomi (ツクヨミ?): Shieri Ohata (大幡 しえり Ōhata Shieri?)
- Woz (ウォズ Wozu?): Keisuke Watanabe (渡邊 圭祐 Watanabe Keisuke?)
- Go Shijima (詩島 剛 Shijima Gō?): Yu Inaba (稲葉 友 Inaba Yū?)
- Krim Steinbelt (クリム・スタインベルト Kurimu Sutainberuto?): Chris Peppler (クリス・ペプラー Kurisu Pepurā?)
- Leader of Quartzers (クォーツァーのリーダー Kwōtsā no Ridā?): ISSA (Da Pump)
- Members of the Quartzers: YORI, TOMO, KIMI, U-YEAH, KENZO, and DAICHI (Da Pump)
- Oda Nobunaga (織田 信長?): Tomoya Maeno (前野 朋哉 Maeno Tomoya?)
- Gyūzō (牛三?): Jiei Wakabayashi (若林 時英 Wakabayashi Jiei?)
- Clara Steinbelt (クララ・スタインベルト Kurara Sutainberuto?): Eru Aoba (蒼葉 える Aoba Eru?)
- Pietro (ピエトロ Pietoro?): Caleb Bryant
- Sōtarō Tokiwa (常磐 宗太郎 Tokiwa Sōtarō?): Keizo Nagashima (永島 敬三 Nagashima Keizō?)
- Namie Tokiwa (常磐 奈美恵 Tokiwa Namie?): Shoko Imayoshi (今吉 祥子 Imayoshi Shōko?)
- Jōgen (ジョウゲン?): Syuusuke Saito (斉藤 秀翼 Saitō Shūsuke?)
- Kagen (カゲン?): Papaya Suzuki (パパイヤ鈴木 Papaiya Suzuki?)
- Junichirō Tokiwa (常磐 順一郎 Tokiwa Jun'ichirō?): Katsuhisa Namase (生瀬 勝久 Namase Katsuhisa?)
- Takeshi Kinashi (木梨 猛 Kinashi Takeshi?): Noritake Kinashi (木梨 憲武 Kinashi Noritake?)
- Oma Zi-O (オーマジオウ Ōma Jiō?, Voice): Rikiya Koyama (小山 力也 Koyama Rikiya?)
- Kamen Rider Zero-One (仮面ライダーゼロワン Kamen Raidā Zero Wan?, Voice): Fumiya Takahashi (高橋 文哉 Takahashi Fumiya?)
- Ziku-Driver Equipment Voice: Rikiya Koyama, Yohei Onishi (大西 洋平 Ōnishi Yōhei?)
- BeyonDriver Equipment Voice: Afro (アフロ Afuro?)

## Âm nhạc
- P.A.R.T.Y. ~Universe Festival~ (P.A.R.T.Y. ～ユニバース・フェスティバル～ Pāti ~Yunibāsu Fesutibaru~?)
  - Lyrics: shungo.
  - Composition: Drew Ryan Scott, MASAT
  - Arrangement: MASAT
  - Artist: Da Pump